# Lisícrates
Lisícrates (en llatí Lysicrates, en grec antic Λυσικράτης) fou un escultor atenenc.
S'ha celebrat el seu nom per la bellesa del seu monument coràgic. Els guanyadors de premis en exhibicions dramàtiques rebien un trípode de bronze com a premi que era costum oferir tot seguit a algun déu, i es posava al sostre d'una edificació destinada a l'efecte. El de Lisícrates estava format d'aquesta manera: d'una base quadrada s'elevava un edifici circular amb sis columnes corínties connectades per una tanca i amb una cúpula de marbre com a sostre, del centre de la qual sorgia un ornament floral que feia de base on s'havia de col·locar el trípode. Tenia la següent inscripció: Λυσικπάτης Λυσιθειδου Κικυννεὺς ἐχοπήγει, Ἀκαμαντὶς παίδων ἐνικα, Θέων ηὔλει, Λυσιάδης Ἀθηναῖος ἐδιδασκε, Εὐαίνετος ἦρχε.
L'edifici s'anomenava vulgarment la llanterna de Demòstenes, ja que hi havia la falsa tradició de que Demòstenes el va construir per tancar-se al seu interior a estudiar, cosa que desmenteix la inscripció i a més no té espai suficient per albergar algú a dins, ni porta ni ventilació de cap mena. Si en algun moment els murs circulars es van trencar va ser per buscar-hi tresors.